# Suzanne Kröger
Suzanne Caroline Kröger (Amsterdam, 6 juni 1976) is een Nederlands politica. Sinds 23 maart 2017 is zij Tweede Kamerlid voor GroenLinks, met een onderbreking van 31 maart tot 27 oktober 2021. Zij was campagneleider, projectleider en programmadirecteur bij Greenpeace Nederland en heeft daar van 2006 tot 2016 actie gevoerd tegen ontbossing, voor verduurzaming en het tegengaan van klimaatverandering. Daarnaast werkte ze in India, onder andere aan een wederopbouwproject in Kasjmir na een aardbevingsramp.

## Biografie

### Opleiding en activisme
Kröger werd geboren in Amsterdam. Ze studeerde politicologie aan de Universiteit van Amsterdam, waarbij ze zich specialiseerde in milieufilosofie en sociale bewegingen en ook in de studentenpolitiek actief was. Daarna heeft Kröger gewoond in Costa Rica, Armenië, India en jarenlang in Indonesië, waar ze werkte aan milieu- en sociale projecten. Van 2006 tot 2016 werkte ze namens Greenpeace aan het verduurzamen van internationale handel en de bescherming van biodiversiteit en het klimaat.

### Tweede Kamer
Bij de bekendmaking van haar kandidatuur voor de Tweede Kamerverkiezingen in november 2016 heeft Kröger de gelukwensen gekregen van Greenpeace-directeur Joris Thijssen, maar om de onafhankelijkheid van de actiegroep te waarborgen legde ze tegelijkertijd al haar Greenpeace-functies neer. Aanvankelijk kwam ze op plek nr. 9 van de  GroenLinks-kandidatenlijst, maar nadat Liesbeth van Tongeren in december toch herverkiesbaar werd op plaats 6 en voormalig fractievoorzitter Bram van Ojik zijn 10e plek mocht houden, schoof Kröger op naar plaats 11. Tijdens de campagne ging ze vaak van voordeur naar voordeur in gesprek met mensen, waarbij ze op zoek ging naar overeenkomsten, niet per se overeenstemming. Volgens Kröger wisten kiezers 'dat er echt iets op het spel staat', zoals de opkomst van Trump en Wilders, dat daarom GroenLinks onder leiding van Jesse Klaver het goed deed in de peilingen en ook zijzelf van een Kamerzetel verzekerd leek. Op 22 februari 2017 won Kröger het verkiezingsdebat van de Vereniging Elektrische Rijders vanwege het beste partijprogramma en nam daarvoor de Gouden Stekker in ontvangst. Samenvattend zei Kröger: "Wij willen de komende vier jaar echt inzetten op elektrisch rijden, dit vergemakkelijken met belastingmaatregelen, meer oplaadpalen en inzetten op innovatie." Op 5 maart 2017 nam ze deel aan het Grote Brabantse Groendebat in Tilburg. Bij de verkiezingen op 15 maart 2017 won GroenLinks 14 zetels en dus werd Kröger verkozen; ze behaalde 8086 voorkeurstemmen.
Kröger stelde zich opnieuw verkiesbaar voor GroenLinks voor de Tweede Kamerverkiezingen van 2021 en stond op nr. 7 van de lijst. GroenLinks behaalde 8 zetels, maar omdat Kauthar Bouchallikht en Lisa Westerveld meer voorkeurstemmen behaalden miste Kröger de zetel. Na het plotselinge vertrek van Bart Snels per 27 oktober 2021, mocht zij op die dag weer de Tweede Kamer in. Ze is woordvoerder economische zaken, klimaat, energie, migratie, asiel, mijnbouw, infrastructuur, waterstaat, luchtvaart en autoverkeer. 
Na de val van het Kabinet-Rutte IV in de zomer van 2023 stelde Kröger zich wederom verkiesbaar, ditmaal voor de gecombineerde lijst van GroenLinks-PvdA. De kandidatencommissie gaf Kröger de zevende plek op de lijst. Ze kreeg 25.711 stemmen, waarmee ze met voorkeurstemmen in de Kamer werd verkozen.

## Persoonlijk
Kröger woont in Amsterdam en heeft drie kinderen.